# (26166) 1995 QN3
1995 كيو أن 3 (ويعرف أيضًا باسم (26166) 1995 كيو أن 3 وفق تسمية الكوكب الصغير) (بالإنجليزية: 1995 QN3)‏ هو كويكب ضمن حزام الكويكبات؛ وترتيبه 26166 من حيث الاكتشاف.
اكتُشف هذا الجُرم الفلكي بواسطة سبيس واتش في 31 أغسطس 1995.

## وصلات خارجية
- (26166) 1995 QN3 في قاعدة بيانات مختبر الدفع النفاث لأجرام النظام الشمسي الصغيرة

- الاكتشاف · مخطط المدار ·  العناصر المدارية · المعلمات المادية

- (26166) 1995 QN3 على موقع ويكي سكاي: DSS2, SDSS, GALEX, IRAS, Hydrogen α, X-Ray, Astrophoto, Sky Map, Articles and images